# 山梨県専修学校一覧
山梨県専修学校一覧（やまなしけんせんしゅうがっこういちらん）は、山梨県の専修学校の一覧。

## 公立専修学校

### 甲府市
- 山梨県立宝石美術専門学校
- 甲府市立甲府商科専門学校

### 富士吉田市
- 富士吉田市立看護専門学校

### 北杜市
- 専門学校山梨県立農業大学校

## 私立専修学校

### 甲府市
- 共立高等看護学院
- 専門学校甲府医療秘書学院
- 甲府看護専門学校（高等課程併設）

- 甲府ドレメ学院
- 山梨県歯科衛生専門学校
- 山梨県美容専門学校

- 山梨秀峰調理師専門学校
- 山梨情報専門学校
- 山梨予備校 （一般課程のみ）

- 大原簿記情報ビジネス医療福祉保育専門学校 甲府校
- 大原スポーツ公務員専門学校 甲府校

- 帝京山梨看護専門学校

### 山梨市
- 帝京福祉専門学校

### 北杜市
- AOBビューティクリエイト専門学校

### 甲斐市
- 専門学校サンテクノカレッジ

### 中巨摩郡
- 優和福祉専門学校

### 南都留郡
- 生長の家養心女子学園 （休校中）